# Coppa dell'Imperatore (pallavolo)
La Coppa dell'Imperatore è una competizione pallavolistica per club giapponese. Si affrontano i club della V.Premier League, le migliori formazioni della V.Challenge League più alcune squadre universitarie, che accedono alla competizione su invito.

## Storia
La competizione nasce nel 2007 e vede la vittoria dei JT Thunders. Le tre edizioni successive vedono trionfare tre club diversi, in ordine: Toray Arrows, Panasonic Panthers e Suntory Sunbirds. Nel 2011 i Panasonic Panthers sono il primo club a vincere per la seconda volta la competizione.

## Albo d'oro
| Edizione      | Edizione          | Podio              | Podio         | Podio              |
| Anno          | Sede della finale | Campione           | Risultato     | Finalista          |
| ------------- | ----------------- | ------------------ | ------------- | ------------------ |
| 2007 Dettagli | Kawasaki          | JT Thunders        | 3 - 2         | Sakai Blazers      |
| 2008 Dettagli | Kawasaki          | Toray Arrows       | 3 - 0         | Panasonic Panthers |
| 2009 Dettagli | Tokyo             | Panasonic Panthers | 3 - 2         | JT Thunders        |
| 2010 Dettagli | Tokyo             | Suntory Sunbirds   | 3 - 0         | JT Thunders        |
| 2011 Dettagli | Tokyo             | Panasonic Panthers | 3 - 1         | FC Tokyo           |
| 2012 Dettagli | Miyakonojō        | Panasonic Panthers | 3 - 2         | Toray Arrows       |
| 2013 Dettagli | Tokyo             | Toray Arrows       | 3 - 2         | JTEKT Stings       |
| 2014 Dettagli | Tokyo             | JT Thunders        | 3 - 0         | Panasonic Panthers |
| 2015 Dettagli | Tokyo             | Toyoda Trefuerza   | 3 - 1         | JT Thunders        |
| 2016 Dettagli | Tokyo             | Toray Arrows       | 3 - 2         | Toyoda Trefuerza   |
| 2017 Dettagli | Tokyo             | Panasonic Panthers | 3 - 1         | Toyoda Trefuerza   |
| 2018 Dettagli | Tokyo             | JT Thunders        | 3 - 0         | Toray Arrows       |
| 2019          | Kawasaki          | Non disputato      | Non disputato | Non disputato      |
| 2020 Dettagli | Tokyo             | JTEKT Stings       | 3 - 1         | Panasonic Panthers |
| 2021 Dettagli | Takasaki          | WolfDogs Nagoya    | 3 - 2         | Sakai Blazers      |
| 2022 Dettagli | Tokyo             | JTEKT Stings       | 3 - 0         | Toray Arrows       |
| 2023 Dettagli | Tokyo             | Panasonic Panthers | 3 - 1         | WolfDogs Nagoya    |
| 2024 Dettagli | Osaka             | Suntory Sunbirds   | 3 - 0         | Osaka Bluteon      |

## Palmarès
| Squadre               | Titoli | Edizioni                     |
| --------------------- | ------ | ---------------------------- |
| Osaka Bluteon         | 5      | 2009, 2011, 2012, 2017, 2023 |
| Hiroshima Thunders    | 3      | 2007, 2014, 2018             |
| Toray Arrows Shizuoka | 3      | 2008, 2013, 2016             |
| WolfDogs Nagoya       | 2      | 2015, 2021                   |
| JTEKT Stings Aichi    | 2      | 2020, 2022                   |
| Suntory Sunbirds      | 1      | 2010, 2024                   |